# السخني (الرقة)
السخني قرية سورية تتبع ناحية الجرنية في منطقة الثورة في محافظة الرقة. بلغ عدد سكانها 112 نسمة في عام 2004 حسب إحصاء المكتب المركزي للإحصاء.